# 植物病毒

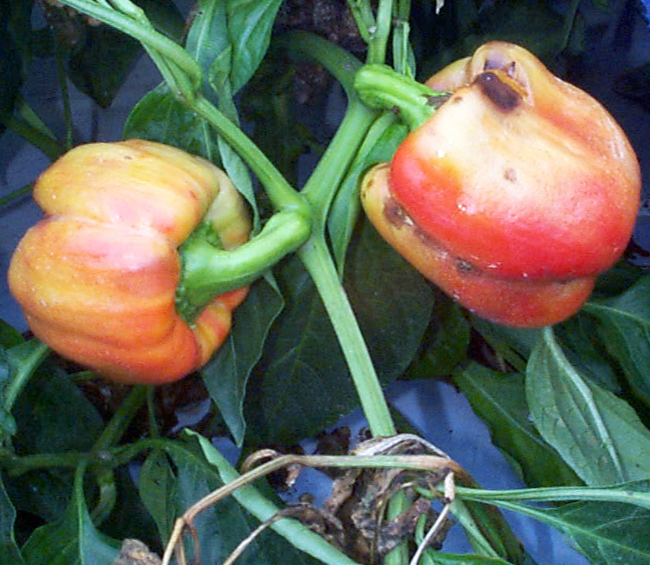
被番椒微斑病毒感染的辣椒

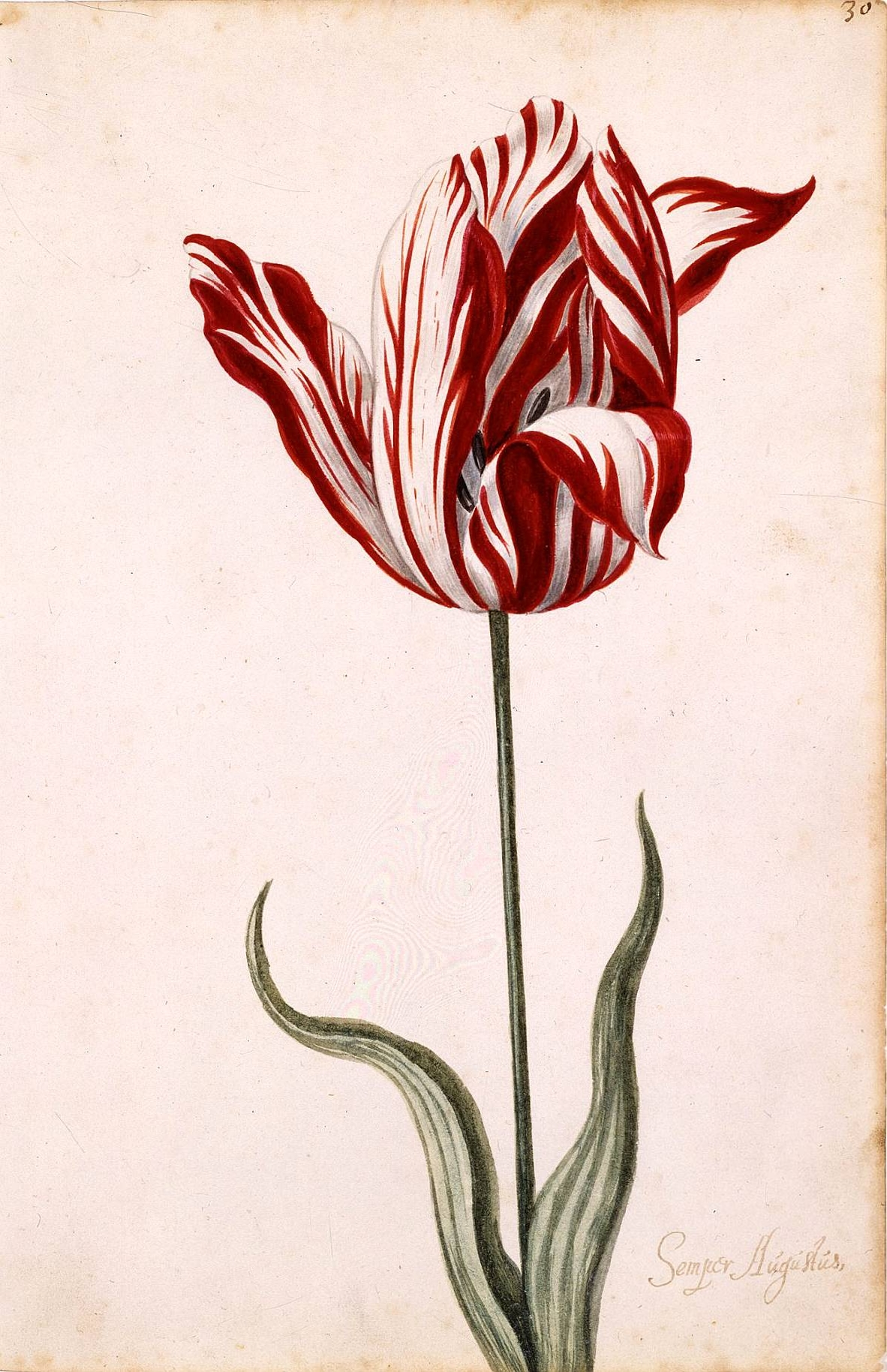
受鬱金香條斑病毒感染的鬱金香花朵上有白色條紋，在十七世紀的鬱金香狂熱中價值高昂

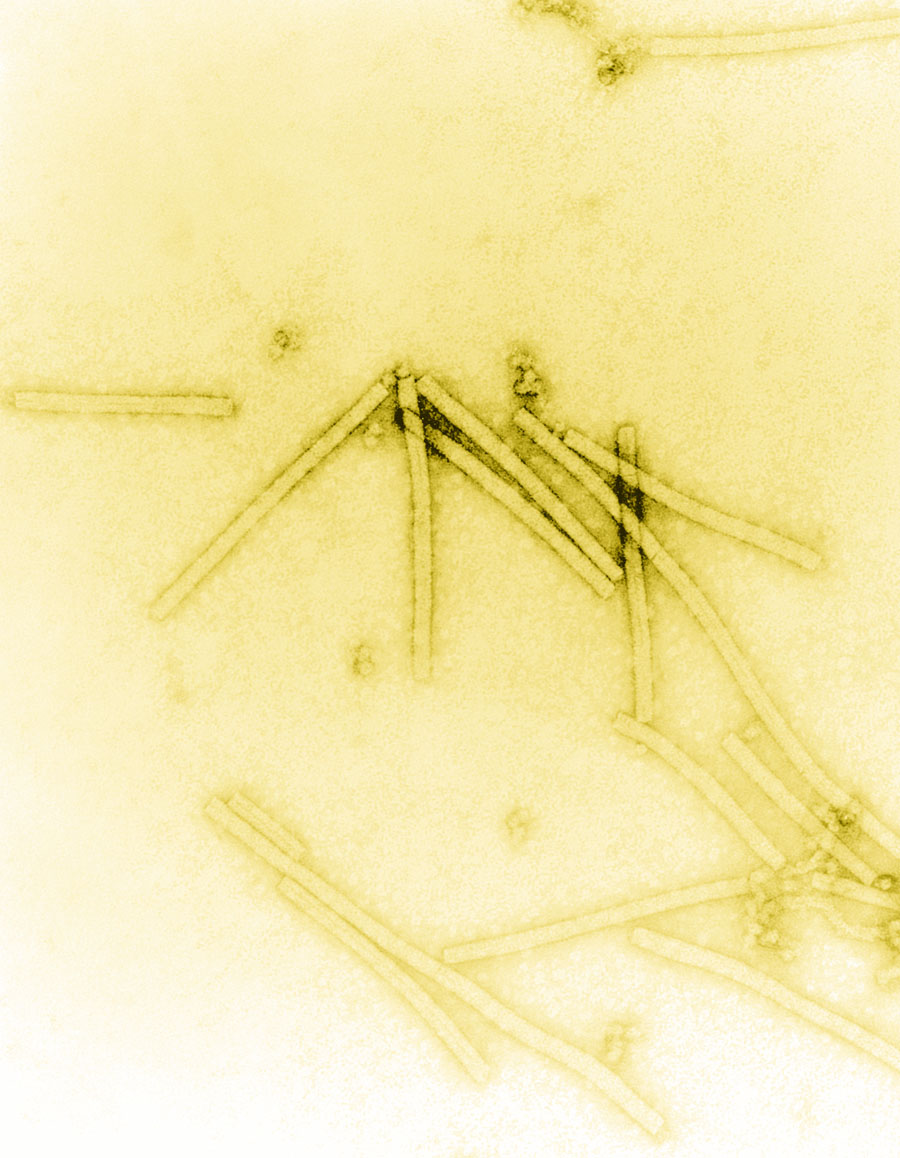
菸草鑲嵌病毒

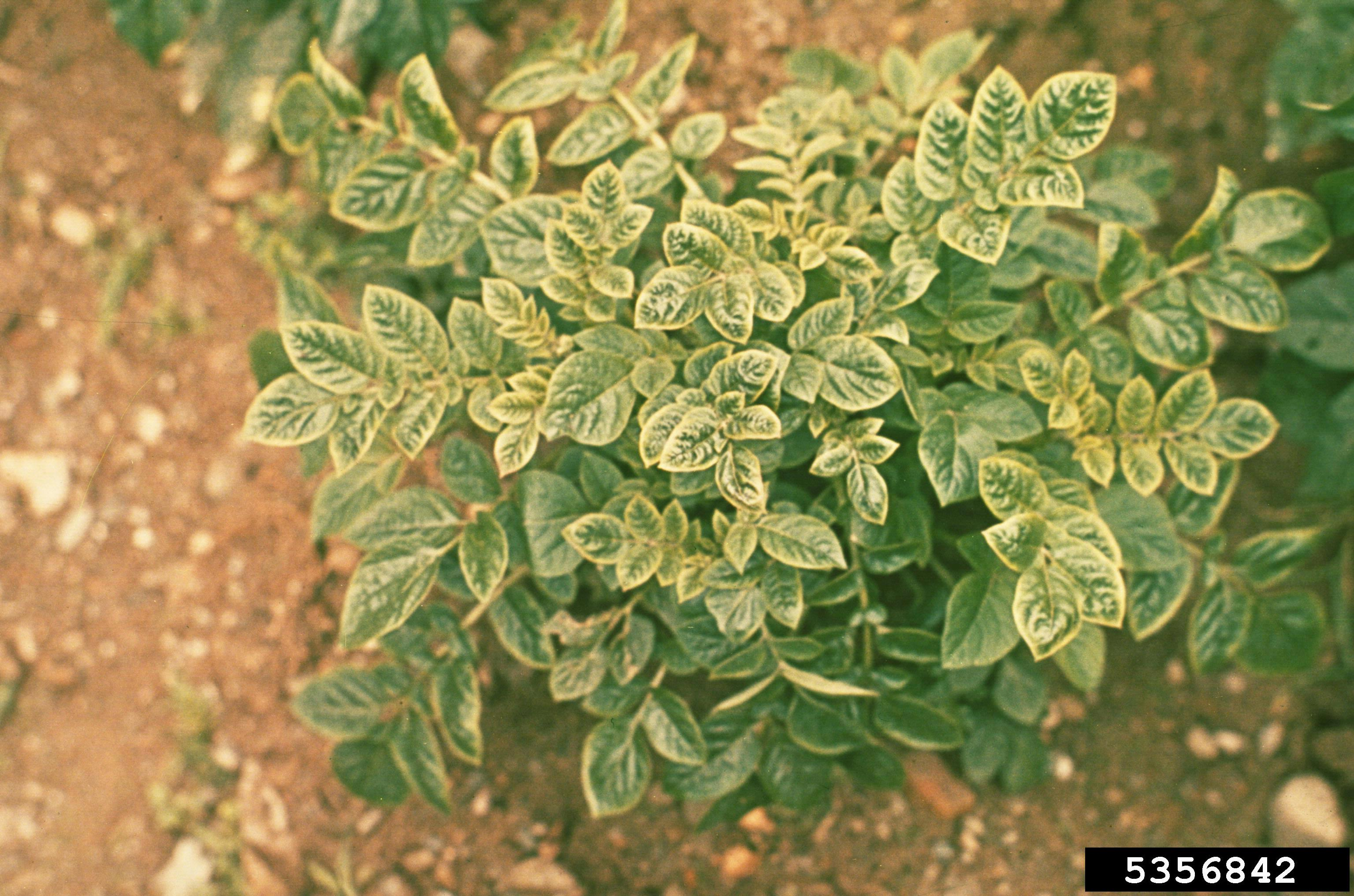
被馬鈴薯葉捲病毒感染的馬鈴薯

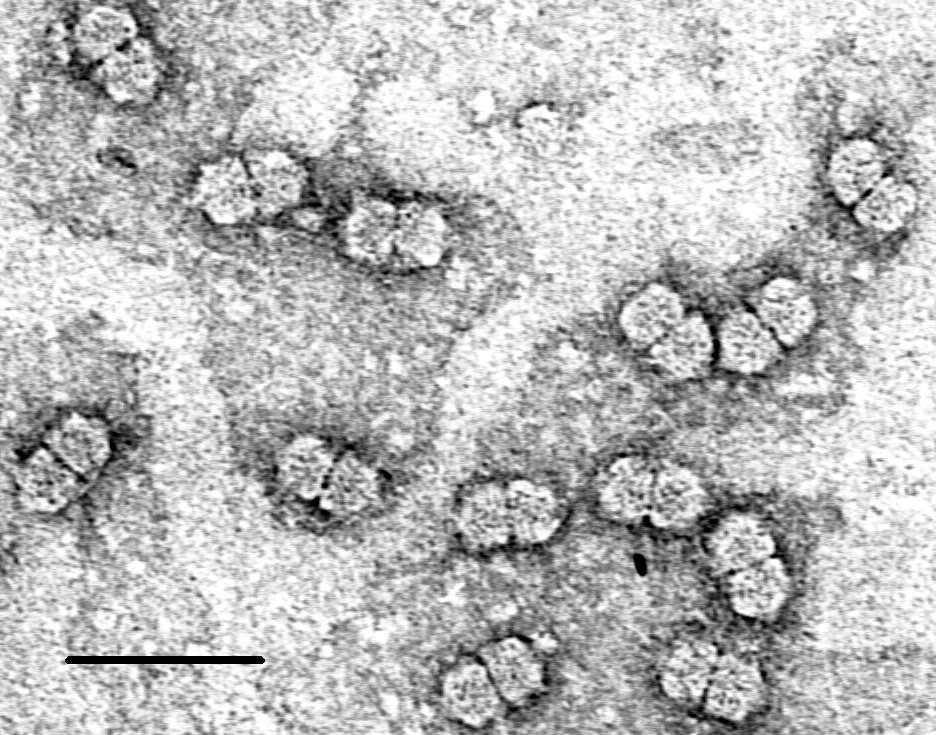
雙生病毒科的玉蜀黍條斑病毒

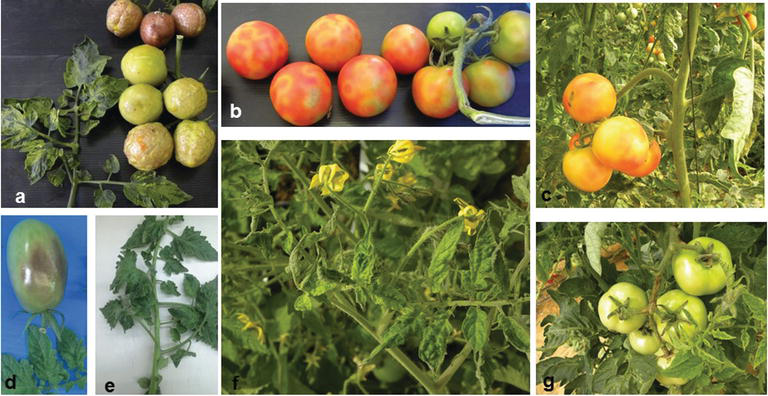
番茄褐色皱果病毒感染的番茄

植物病毒（Plant virus）泛指感染植物的病毒，大多為正單鏈RNA病毒，一般不具有外膜（布尼亞病毒目與單股反鏈病毒目的病毒則有），有許多外觀呈棒状，也有呈正多面體者，其中雙生病毒科的病毒由雙生的兩個正二十面體組成。植物病毒在自然界中大多以動物媒介、花粉或種子傳播，較少如動物病毒般以直接接觸傳染，動物媒介包括昆蟲、線蟲與蜘蛛等，其中以昆蟲居多（特別是半翅目昆蟲），有些病毒可進入昆蟲的血腔中，使其終生具備散播病毒的能力，有些病毒並可影響宿主花朵的特性以吸引或阻止昆蟲前來。植物可以植物激素（水楊酸、茉莉酸與脫落酸等）啟動抗病毒反應，並以RNA干擾等機制清除病毒RNA，而病毒也有許多機制對抗宿主免疫反應，例如形成膜結構以避免被宿主核酸酶切割，並可利用植物透過原生質絲在細胞間傳遞mRNA的機制傳播自己的RNA。
許多糧食作物與經濟作物可被植物病毒感染，如玉米褪绿斑驳病毒、大麥黃矮病毒、小麦线条花叶病毒、水稻东格鲁病毒、馬鈴薯Y病毒、甘薯褪绿矮化病毒（sweet potato chlorotic stunt virus）、番茄褐色皱果病毒、胡瓜綠斑嵌紋病毒等，可能影響糧食安全，估計每年在全世界造成超過600億美元的經濟損失，不過許多植物病毒的感染並不造成任何症狀，甚至可與植物互利共生，例如圓葉菸草被許多病毒感染後可提升對缺水逆境的抗性；有些植物還可將病毒的基因用作其他功能，如白三叶草潜隐病毒（clover cryptic virus）的衣殼蛋白被一些植物用於抑制根瘤的形成。
歷史上第一種被發現的病毒菸草鑲嵌病毒（TMV）即為植物病毒。有些植物病毒在科學研究或農業上具有應用價值，在生物學研究中，有些植物病毒可被研究人員用作載體將遺傳物質送入植物細胞中；有些園藝植物被病毒感染可提升其價值，如十七世紀荷蘭的鬱金香狂熱中，被鬱金香條斑病毒感染的鬱金香花朵上有不同顏色的條紋，因此價格非常高昂；有些植物病毒則因能殺傷雜草或害蟲而可用於生物防治。

## 分類
有約30個科的病毒可感染植物，其中有些科的病毒皆為植物病毒，有些則包含感染動物、真菌等其他生物的病毒。許多植物病毒與真菌病毒或感染節肢動物的病毒關係接近，有些植物病毒可在真菌細胞內複製，也有些真菌病毒可在植物細胞內複製，此現象可能與陸生植物和真菌的共生關係有關。

### 雙股RNA病毒
- 混合病毒科 Amalgaviridae
- 分體病毒科 Partitiviridae
- 内源RNA病毒科（英语：Endornaviridae） Endornaviridae
- 炮彈病毒科 Rhabdoviridae

### 反義單股RNA病毒
- 蛇形病毒科 Aspiviridae
- 白纤病毒科 Phenuiviridae
- 蕃茄斑點病毒（英语：Tospoviridae） Tospoviridae
- 无花果花叶病毒科 Fimoviridae

### 反轉錄病毒
- 花椰菜病毒科 Caulimoviridae

### 正義單股RNA病毒
- 甲型線形病毒科（英语：Alphaflexiviridae） Alphaflexiviridae
- 乙型線形病毒科（英语：Betaflexiviridae） Betaflexiviridae
- 蕪菁發黃鑲嵌病毒科 Tymoviridae
- 伴生豇豆病毒科 Secoviridae
- 甜菜坏死黄脉病毒科 Benyviridae
- 雀麥花葉病毒科 Bromoviridae
- 修道院病毒科 Closteroviridae
- 蒂狀病毒科 Virgaviridae
- 黃症病毒科 Luteoviridae
- Solemoviridae
- 番茄叢矮病毒科 Tombusviridae
- 葡萄孢菌乌尔米耶病毒科

地位未定
- 煙草花葉衛星病毒屬（英语：Virtovirus） Virtovirus
- 黍花葉衛星病毒屬 Papanivirus
- 绿萝卫星病毒属 Aumaivirus
- Blunervirus
- 柑橘粗糙病毒属（英语：Cilevirus） Cilevirus
- 木槿绿斑病毒属（英语：Higrevirus） Higrevirus
- 悬钩子病毒属（英语：Idaeovirus） Idaeovirus

### 單股DNA病毒
- 甲型衛星病毒科（英语：Alphasatellitidae） Alphasatellitidae
- 矮化病毒科 Nanoviridae
- 雙生病毒科 Geminiviridae
- 番茄曲叶病毒卫星科（英语：Tolecusatellitidae）